# Balle (projectile)
Pour les articles homonymes, voir Balle.

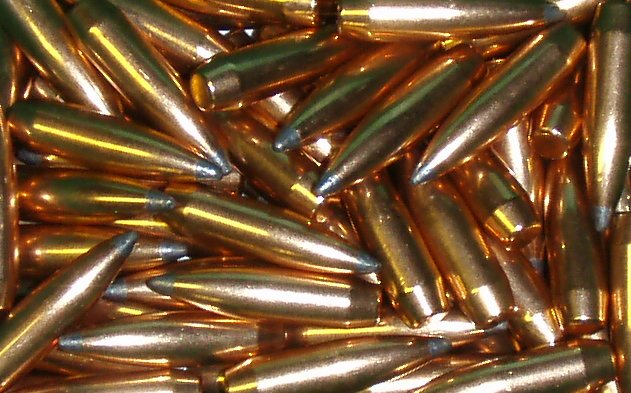
Quand une balle n'a pas été tirée, et qu'elle est munie de son étui, on parle aussi de balle pour désigner l'ensemble balle + étui

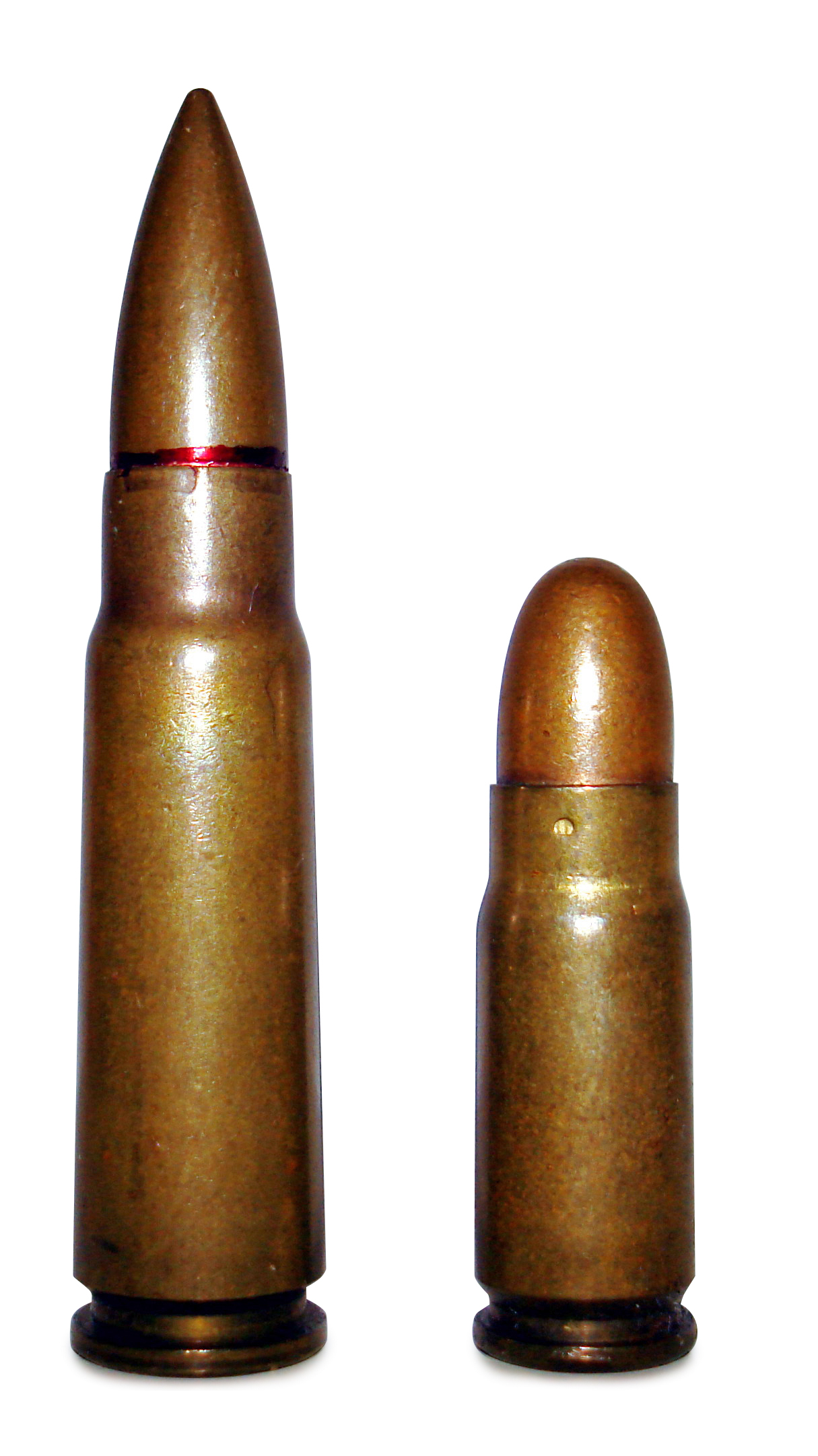
Exemple de balle aérodynamique de type spitzer pour fusil (à gauche), comparée à une balle arrondie (non-spitzer) pour pistolet (à droite).

Une balle est un projectile d'arme à feu d'un calibre inférieur à 20 mm, de type pistolet, carabine, fusil, pistolet mitrailleur, fusil mitrailleur… (au-delà, on parlera d'obus).
Le mot « balle » désigne aussi parfois le projectile arrondi ou ovoïde en pierre ou en métal lancé par une fronde.
On parlait d'obus à balles pour désigner des obus qui en explosant libéraient des balles de plomb durci (à l'antimoine et/ou à l'arsenic) dans toutes les directions ; ce sont en quelque sorte les ancêtres des armes à sous-munitions.
Leur version la plus sophistiquée est l'obus Shrapnel, équipé d'un système mécanique réglable de programmation du moment de l'explosion, inventé durant la Première Guerre mondiale pour projeter dans toutes les directions une pluie de centaines de balles de plomb sur les hommes autrement protégés dans les tranchées.

## Description

### Forme
Le sommet de la balle est appelé nez. Il peut être arrondi, conique, en cône tronqué, ogival ou plat.
Les flancs sont la partie cylindrique du corps de la balle. Ils sont la plupart du temps en contact avec l’âme du canon lors du tir et portent donc la trace des rainures une fois la balle tirée. Il existe toutefois quelques modèles de balles de gros calibre dont les flancs comportent un ou plusieurs anneaux surélevés, dit bande de guidage ; dans ce cas c’est cette bande qui est en contact avec le canon et non les flancs.
La base de la balle, ou pied, peut être dite plate, lorsque son diamètre est égale à celui des flancs, ou en queue de bateau lorsque son diamètre est plus faible. Bien que cela puisse être trompeur, la fond d’une balle plate n’est pas forcément plat : dans certains cas, il se replie au centre vers l’intérieur de la balle, afin de déplacer le centre de gravité vers l’avant. 

### Construction
Dans les munitions modernes, la balle est souvent composite, c’est-à-dire constituée de plusieurs matériaux. Le noyau est le cœur de la balle et représente généralement la majeure partie de sa masse. Dans la plupart des cas, il est réalisé dans un métal dense, comme le plomb ou l’acier doux. Les balles dites perforantes ont un noyau dans un métal dur, comme l’acier dur ou le tungstène. Dans de rares cas, des noyaux en bois ou en plastique peuvent aussi être rencontrés.
Le noyau est le plus souvent enveloppé dans une chemise faite d’un autre métal. Les métaux les plus couramment employés pour la chemise sont le cupronickel, le laiton, le laiton rouge ou l’acier.
Certaines balles peuvent comprendre à la base ou dans le nez une cavité remplie avec diverses compositions chimiques. Les balles dites traçantes, ont ainsi une composition qui brûle lors du vol et permet de visualiser son trajet. Les balles incendiaires ont une composition qui prend feu lors de l’impact, tandis que les balles explosives comprennent une charge explosive mise à feu à l’impact ou en vol. Les balles de signalisation quant à elles contiennent une composition qui émet une lumière vive ou de la fumée lors de l’impact et permet de visualiser le point d’impact. Tous ces types sont combinables et il est ainsi tout à fait possible de rencontrer une balle perforante incendiaire traçante.

## Histoire

### Ancienne
Bien avant l'invention des armes à feu, les toutes premières balles de plomb semblent avoir été des projectiles lancés à la fronde.
On ignore de quand datent exactement les premières frondes et les premières balles de plomb fondu, mais on a récemment découvert que les romains savaient produire des balles de plomb percées de deux trous (qui sifflaient en effrayant l'ennemi).
Les légions de Jules César disposaient d'unités spécialisées de frondeurs parmi les « auxilia » (les troupes auxiliaires).
Les « frondeurs » venant des îles Baléares semblent avoir été particulièrement redoutés des Bretons et Écossais que César a plusieurs fois tenté de soumettre (en 55 et 54 av. J.-C.). Un archéologue contemporain estime qu'ils pouvaient lancer une balle de fronde lourde (plomb) ou de pierre avec une vitesse pouvant atteindre 160 km/h, ce qui pouvait tuer net un adversaire.

### Moderne

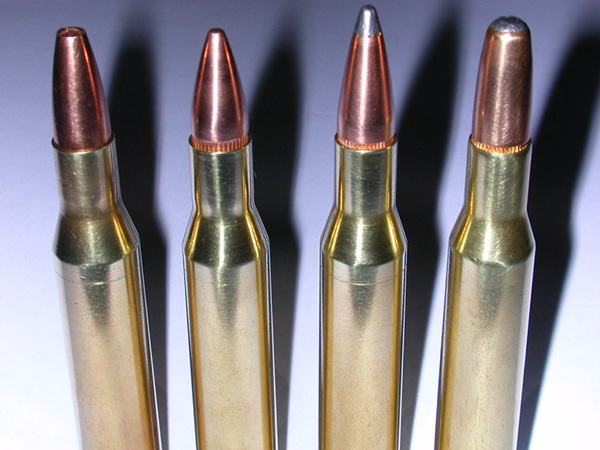
Munitions calibre .270. De gauche à droite :
100-grain – Hollow point
115-grain – FMJBT
130-grain – Soft point
150-grain – Round nose

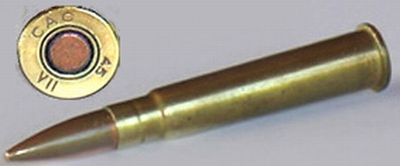
Munition calibre .303 (7.7 mm) à percussion centrale, munition cerclée FMJ.

Un changement important apparaît en 1883, quand le major Rubin, directeur du laboratoire suisse de Thoune, invente la balle allongée à cœur de plomb chemisé de cuivre.
La surface des balles de plomb tirées à très grande vitesse peut fondre, à cause des gaz brûlants qui la propulsent, et à cause des frottements avec le canon du fusil. Le cuivre est beaucoup plus dur que le plomb. Son point de fusion est beaucoup plus élevé et il a une plus grande capacité thermique spécifique. Il a permis de produire des balles à charge propulsive plus élevée. La balle a alors également un meilleur pouvoir de pénétration.
À la fin du XIXe siècle, les avancées européennes en matière de connaissance de l'aérodynamique ont peu à peu conduit à la balle Spitzer (mot dérivé de l'allemand Spitzgeschoss, littéralement « balle pointue ».

Au début du XXe siècle, la plupart des armées du monde avait entamé une transition vers des balles Spitzer. Ces balles pénètrent leur cible en y faisant parfois moins de « dégâts » que les balles rondes, mais portaient à une plus grande distance avec plus de précision et une plus grande énergie cinétique. Les balles Spitzer combinées avec l'invention de la mitrailleuse ont très fortement accru la létalité du champ de bataille.
Les derniers grands « progrès » ont concerné la balistique avec des balles dont le profil est calculé pour réduire leur coefficient de traînée balistique, et notamment avec la Balle « D » (du nom de son inventeur, le lieutenant-colonel Desaleux) présentée comme la norme militaire des munitions en 1898, pour les fusil Lebel modèle 1886 français.
On a également inventé les balles à fragmentation dont le pouvoir vulnérant augmente, ou des balles explosives, puis des munitions dites « intelligentes ».
Récemment les militaires puis les chasseurs ont commencé à utiliser des modèles de balles à fragmentation composés de plusieurs éléments ou de deux noyaux noyés dans une matrice, le second venant frapper le premier au moment de l'impact. Ces balles étaient initialement conçues pour par exemple casser un moteur après avoir perforé la carrosserie d'un véhicule. À la chasse, certaines munitions ont un noyau antérieur plus « mou » qui peut se fragmenter en entrant dans le corps de l’animal, alors que le noyau postérieur plus dur reste compact et ressort du corps en laissant un orifice, provoquant un choc plus important pour la victime, et une mort plus certaine et plus rapide. Il existe des balles à déformation, se déformant en plusieurs étapes en ne perdant qu'un peu de poids. Une balle à fragmentation « sans plomb » (par exemple dite « TAG » chez l'un des fabricants) contient deux noyaux de zinc dans un corps de fer fondu platiné au nickel. Ces balles ont un pouvoir vulnérant renforcé, à toutes les distances (normales) de tir. Et les modèles « sans plomb » permettent de moins polluer l'environnement (les composants de l'amorce restent écotoxiques, ainsi que le cuivre, notamment quand il s'oxyde) et de diminuer les risques de saturnisme pour les consommateurs de venaison,
Afin d'augmenter la portée des balles tirées par des fusils de chasse à canons lisses (contrairement aux canons rayés qui font tourner la balle qui acquiert une trajectoire plus stable), certains types de munitions évoluées existent, notamment la balle flèche ou balle à ailettes.

## Aspects sanitaires et environnementaux

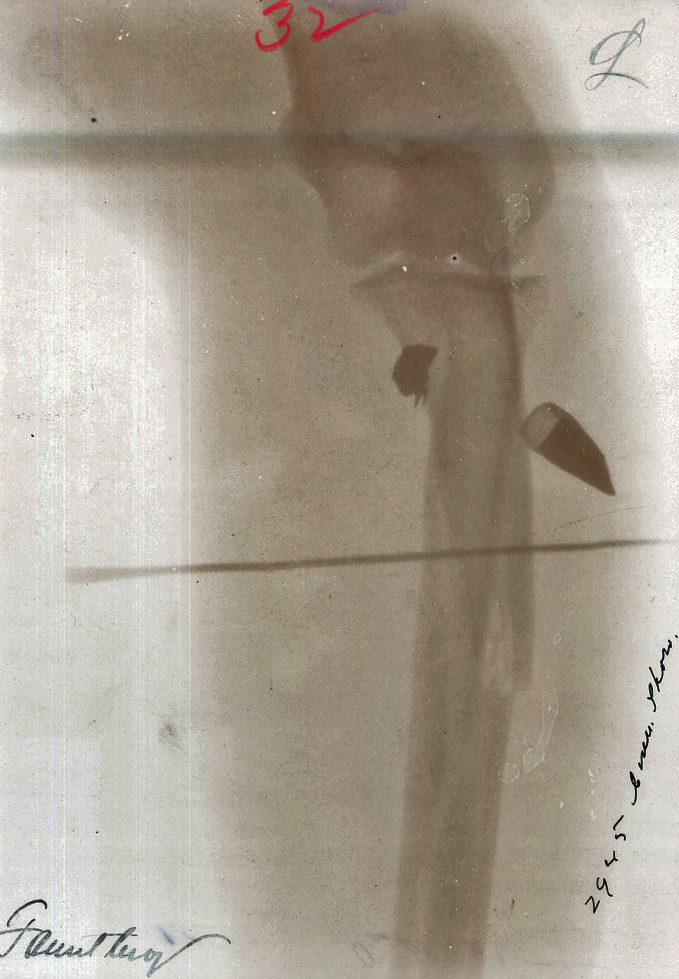
Radiographie d'une blessure par balle (ayant induit une fracture de l'avant-bras) ; Le plomb et les métaux apparaissent en noir. Ici, le chemisage s'est en partie détaché de la tête de plomb de la balle, qui va rendre le travail du chirurgien plus délicat ; Source : Archives médicales militaires des États-Unis (Ref :CP 2936)

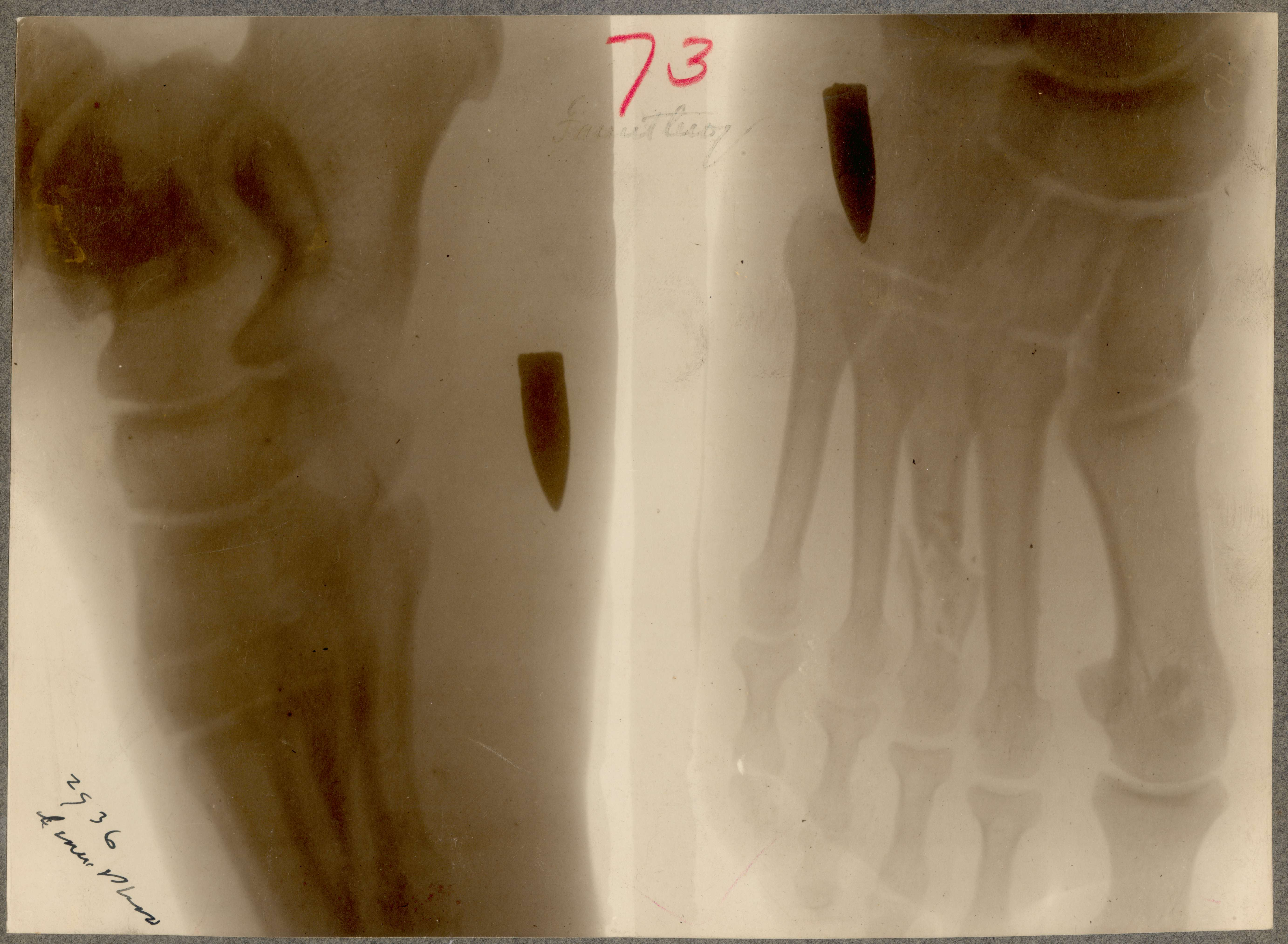
Fracture du 3e métatarse du pied par balle. La balle arrivée par l'avant du pied (côté orteils) s'est dans ce cas « retournée » (tête-bêche) durant son trajet dans le pied, ce qui laisse supposer des dégâts importants aux tendons, vaisseaux sanguins

Une grande partie des matériaux utilisés pour produire la balle et la cartouche sont toxiques et éco-toxiques et posent problème pour la faune sauvage, l'environnement et la santé, à commencer par le plomb de la balle (facteur de saturnisme, et de saturnisme animal) ; et par le contenu de l'amorce (fulminate de mercure peu à peu remplacé par l'azoture de plomb). La charge dite « poudre » est essentiellement composée de nitrates (facteur d'eutrophisation pour les munitions oubliées dans les sols ou jetées en mer.
Le cuivre est toxique pour les algues et les mousses, et très toxiques pour certaines espèces de plancton, même à très faible dose (ce pourquoi il est présent dans les antifoulings).
Certaines armées et producteurs développent depuis peu des « munitions vertes », présentées comme moins toxiques et moins nuisibles pour l'environnement.
Des millions de balles de plomb ont été dispersées par les guerres sur les champs de bataille, ou par la chasse dans les forêts et divers milieux naturels ou cultivés.
Dans les milieux acides ou exposés à l'érosion, ce plomb peut plus facilement contaminer l'environnement, car il y est plus lixiviable.

## Aspects criminalistiques
Les enquêtes criminelles ou concernant le braconnage s'appuient sur divers moyens pour déterminer l'origine et la marque d'une balle (ou d'une grenaille de plomb tirée par arme à feu. En particulier la balistique et l'observation des marques de stries sont l'une des pierres angulaires des études faites par les laboratoires médico-légaux. Parfois la balle est si déformée que l'investigation classique par la striation sera impossible. Des analyses physicochimiques sont alors mobilisées. En particulier les fragments de plomb peuvent être étudiés du point de vue de leur teneur en arsenic ou antimoine, ou encore du point de vue de leur signature isotopique, qui permet souvent de retrouver la marque voire la boite de cartouche d'origine différente. Ces analyses peuvent être mises en œuvre des années après le moment où la balle a été tirée. La recherche de traces de poudre, ou de fulminate de mercure ou d'azoture de plomb sur un vêtement ou sur la peau (au moyen d'un réactif approprié) permet aussi de démontrer qu'une personne a récemment tiré avec une arme à feu.